# Redwashing

El vermell ha estat històricament un color associat amb els diferents corrents d'esquerra política.

Redwashing (de l'anglès red, vermell, i whitewash, blanquejar o encobrir), rentat vermell o rentat d'imatge vermell és una forma de propaganda en la qual s'utilitzen discursos d'esquerra de manera enganyosa per promoure la percepció que una organització, empresa o persona està compromesa amb la igualtat social.
Es tracta d'una pràctica comuna entre partits polítics de dreta, de centre o liberals durant actes públics, especialment durant el període electoral. En els seus discursos afirmen donar suport a la igualtat social, per exemple, donant suport a la lluita contra la pobresa o defensant les mateixes oportunitats per a tota la ciutadania. No obstant això, un cop assolit el govern promouen contràriament una major desigualtat social.
A vegades el terme redwashing també s'utilitza per a denominar la pràctica de desprestigiar a una determinada organització o partit polític que realment defensa la igualtat social. En aquests casos, es busca deslegitimar l'argumentari d'aquests col·lectius a presentar-los com extremista u obsolet, buscant donar la impressió que es tracta d'una ideologia d'esquerres perillosa per al conjunt social i en contraposició a un altre ideari que s'evidencia com més raonable.